# Cyptonychia
Cyptonychia là một chi bướm đêm thuộc họ Noctuidae.

## Các loài
- Cyptonychia anaemica (Draudt, 1827)
- Cyptonychia dulcita (Schaus, 1898)
- Cyptonychia muricolor (Dyar, [1927])
- Cyptonychia pseudovarra (Dyar, [1927])
- Cyptonychia salacon (Druce, 1895)
- Cyptonychia simplicia (Dyar, [1927])
- Cyptonychia spreta (Draudt, 1927)
- Cyptonychia subfumosa (Dyar, 1909)
- Cyptonychia varrara (Dyar, 1918)

## Former species
- Cyptonychia thoracica is now Chrysoecia thoracica (H. Edwards, 1884)